# 九斿八
波江座54，又名BD-19 988，HD 29755、SAO 149818、HR 1496，是波江座的一颗恒星，视星等为4.32，位于銀經217.79，銀緯-37.36，其B1900.0坐标为赤經4h 36m 4s，赤緯-19° -37.36′ 48″。